# ألان بلانك
ألان بلانك (بالإنجليزية: Allan Blank)‏ هو ملحن أمريكي، ولد في 27 ديسمبر 1925، وتوفي في 12 نوفمبر 2013 في بون أير في الولايات المتحدة.